# Aço eutetoide
O aço eutetoide é uma solução sólida intersticial com teor de carbono de 0,76% em peso.  O termo eutético se refere ao equilíbrio entre fases líquida e sólida. Nesse caso, usa-se o sufixo oide (= semelhante a) para indicar que o equilíbrio ocorre entre fases sólidas. Os aços também podem ser hipoeutetoide (quando a composição de carbono está entre 0,022%p C e 0,76%p C) e hipereutetoide (quando a composição varia entre 0,76%p C e 2,14%p C).

## Desenvolvimento da microestrutura durante o resfriamento

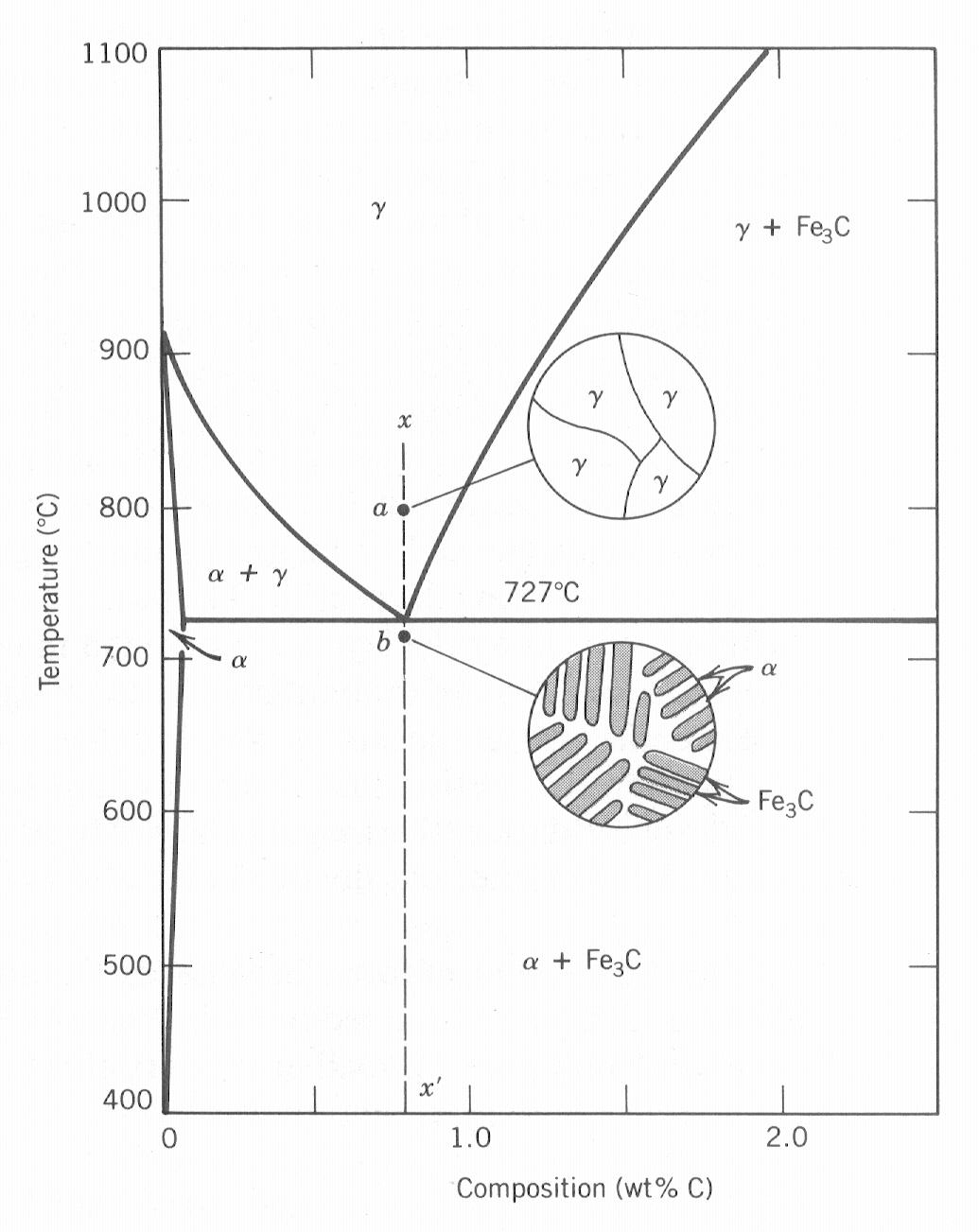
Representação esquemática das microestruturas para a liga ferro-carbono na composição eutetoide. O ponto eutetoide corresponde a interceptação da linha vertical xx' com a linha horizontal a 727°C.

Dada uma liga com a composição eutetoide que é resfriada lentamente, de modo que o equilíbrio metaestável é mantido continuamente, desde uma temperatura na região da fase gama, começando no ponto a, onde a liga é composta apenas pela austenita, também conhecido como ferro gama (γ), que possui uma estrutura cristalina CFC (cúbica de face centrada).
Deslocando-se ao longo da linha xx', haverá uma transformação imediatamente abaixo de 727°C que corresponde a temperatura do eutetoide, no ponto b.
{\displaystyle {\ce {\gamma (0,76\%pC)->[{resfriamento}][]\alpha (0,022\%pC)\ +Fe3C(6,7\%pC)}}}
A essa reação dá-se o nome de reação eutetoide. A microestrutura da liga metálica resultante consiste em camadas alternadas das fases ferro alfa (ferrita) e cementita (ou Carbeto de ferro) que se formam simultaneamente durante a transformação. A formação da ferrite se dá a partir de pontos de maior energia, como por exemplo os contornos de grão, e vai crescendo em direção ao centro do grão. À medida que a ferrite cresce, o carbono em excesso vai sendo expulso para as regiões adjacentes, dando origem à cementite. Observada ao microscópio, essa estrutura lembra uma impressão digital e recebe o nome de perlite. 